# SC Rot-Weiß Oberhausen-Rhld. 1904 1971-1972
Questa voce raccoglie le informazioni riguardanti il SC Rot-Weiß Oberhausen-Rhld. 1904 nelle competizioni ufficiali della stagione 1971-1972.

## Stagione
Nella stagione 1971-1972 il Rot Weiss Oberhausen, allenato da Günter Brocker, concluse il campionato di Bundesliga al 15º posto. In Coppa di Germania il Rot Weiss Oberhausen fu eliminato ai quarti di finale dal Kaiserslautern.

## Rosa
| N. |                     | Ruolo | Calciatore             |
| -- | ------------------- | ----- | ---------------------- |
|    | Germania (bandiera) | P     | Willi Jansen           |
|    | Germania (bandiera) | P     | Wolfgang Scheid        |
|    | Germania (bandiera) | D     | Ludwig Denz            |
|    | Germania (bandiera) | D     | Friedhelm Dick         |
|    | Germania (bandiera) | D     | Reiner Hollmann        |
|    | Germania (bandiera) | D     | Jürgen Jäger           |
|    | Germania (bandiera) | D     | Ditmar Jakobs          |
|    | Germania (bandiera) | D     | Uwe Kliemann           |
|    | Germania (bandiera) | D     | Friedhelm Kobluhn      |
|    | Germania (bandiera) | D     | Friedel Szeimies       |
|    | Germania (bandiera) | D     | Franz-Josef Tenhagen   |
|    | Germania (bandiera) | D     | Hermann-Josef Wilbertz |
|    | Germania (bandiera) | D     | Gerd Wörmer            |

| N. |                     | Ruolo | Calciatore         |
| -- | ------------------- | ----- | ------------------ |
|    | Germania (bandiera) | C     | Gert Fröhlich      |
|    | Germania (bandiera) | C     | Wolfgang Habel     |
|    | Germania (bandiera) | C     | Lothar Kobluhn     |
|    | Germania (bandiera) | C     | Werner Ohm         |
|    | Germania (bandiera) | A     | Jürgen Boduszek    |
|    | Germania (bandiera) | A     | Franz Emans        |
|    | Germania (bandiera) | A     | Fred Hoff          |
|    | Germania (bandiera) | A     | Bernd Hoffmann     |
|    | Germania (bandiera) | A     | Ulrich Kallius     |
|    | Germania (bandiera) | A     | Herbert Liedtke    |
|    | Germania (bandiera) | A     | Willi Mumme        |
|    | Germania (bandiera) | A     | Hans Schumacher    |
|    | Germania (bandiera) | A     | Franz-Josef Sochau |

## Organigramma societario
Area tecnica
- Allenatore: Günter Brocker
- Allenatore in seconda:
- Preparatore dei portieri:
- Preparatori atletici:

## Calciomercato

### Sessione estiva
| Acquisti | Acquisti        | Acquisti          | Acquisti |
| R.       | Nome            | da                | Modalità |
| -------- | --------------- | ----------------- | -------- |
| A        | Jürgen Boduszek | Borussia Dortmund |          |
| A        | Franz Emans     | Tasmania Berlino  |          |
| A        | Fred Hoff       | Tasmania Berlino  |          |
| A        | Bernd Hoffmann  | Saarbrücken       |          |
| D        | Ditmar Jakobs   | RW Oberhausen U19 |          |
| A        | Ulrich Kallius  | Osnabrück         |          |
| A        | Herbert Liedtke | St. Pauli         |          |
| A        | Willi Mumme     | Osnabrück         |          |
| D        | Gerd Wörmer     | TeBe Berlino      |          |

| Cessioni | Cessioni          | Cessioni          | Cessioni |
| R.       | Nome              | a                 | Modalità |
| -------- | ----------------- | ----------------- | -------- |
| A        | Dieter Brozulat   | Monaco 1860       |          |
| A        | Hans Fritsche     | Osnabrück         |          |
| A        | Günter Karbowiak  | Osnabrück         |          |
| C        | Franz Krauthausen | Bayern Monaco     |          |
| A        | Rainer Laskowsky  | Viktoria Colonia  |          |
| A        | Norbert Lücke     | Viktoria Colonia  |          |
| A        | Wolfgang Sühnholz | Bayern Monaco     |          |
| P        | Klaus Witt        | Arminia Gütersloh |          |

## Risultati

### Bundesliga

#### Girone di andata
| Arbitro: | Bonacker |

|  |           |                |
|  | Marcatori | 67’ Schumacher |

| Arbitro: | Siepe |

|                            |           |                           |
| Tenhagen 8’ Schumacher 60’ | Marcatori | 3’, 74’ Walitza 49’ Hartl |

| Arbitro: | Linn |

|            |           |              |
| Berger 62’ | Marcatori | 40’ Tenhagen |

| Arbitro: | Schumann |

|              |           |            |
| Hollmann 19’ | Marcatori | 82’ Hansen |

| Arbitro: | Heckeroth |

|            |           |  |
| Keller 89’ | Marcatori |  |

| Arbitro: | Hamer |

|  |           |            |
|  | Marcatori | 42’ Wunder |

| Arbitro: | Betz |

|                                     |           |  |
| Bjørnmose 6’ Volkert 33’ Zaczyk 72’ | Marcatori |  |

| Arbitro: | Voß |

|          |           |          |
| Denz 88’ | Marcatori | 24’ Rupp |

| Arbitro: | Gabor |

|                                      |           |  |
| Nickel 4’ Parits 53’ Kalb 64’ (rig.) | Marcatori |  |

| Arbitro: | Linn |

|           |           |               |
| Emans 54’ | Marcatori | 90’ Rieländer |

| Arbitro: | Biwersi |

|                                       |           |  |
| Fischer 2’, 15’, 24’ Lütkebohmert 44’ | Marcatori |  |

| Arbitro: | Herden |

|                       |           |  |
| Hoff 80’ Hoffmann 86’ | Marcatori |  |

| Arbitro: | Geng |

|                      |           |  |
| Horr 25’ (rig.), 58’ | Marcatori |  |

| Arbitro: | Quindeau |

|              |           |            |
| Kliemann 59’ | Marcatori | 42’ Bründl |

| Arbitro: | Aldinger |

|                                                   |           |  |
| Wörmer 38’ (aut.) Görts 47’ Baumann 72’ Weist 75’ | Marcatori |  |

| Arbitro: | Seiler |

|                                                      |           |                          |
| Kulik 49’ Netzer 57’ Wimmer 70’ Bonhof 72’ Fevre 90’ | Marcatori | 3’ Hollmann 26’ Hoffmann |

| Arbitro: | Redelfs |

|                        |           |                                                 |
| Mumme 31’ Kliemann 85’ | Marcatori | 44’ Hošić 50’, 77’ Vogt 81’ Ackermann 88’ Diehl |

#### Girone di ritorno
| Arbitro: | Siepe |

|                         |           |  |
| Kobluhn 50’ Kallius 90’ | Marcatori |  |

| Arbitro: | Eschweiler |

|                      |           |  |
| Walitza 47’ Fern 80’ | Marcatori |  |

| Arbitro: | Biwersi |

|           |           |               |
| Mumme 56’ | Marcatori | 70’ Handschuh |

| Arbitro: | Quindeau |

|                                                             |           |  |
| Müller 38’, 51’, 54’, 77’, 81’ Sühnholz 41’ Krauthausen 88’ | Marcatori |  |

| Arbitro: | Geng |

|                                 |           |                       |
| Schumacher 2’, 24’ Kliemann 32’ | Marcatori | 19’ Reimann 66’ Bertl |

| Duisburg 4 marzo 1972, ore 15:30 CET 23ª giornata | Duisburg  | 0 – 0 referto | RW Oberhausen | Wedaustadion (10 000 spett.)\| Arbitro: \| Horstmann \| |
| Arbitro:                                          | Horstmann |               |               |                                                         |

| Arbitro: | Frickel |

|              |           |  |
| Kliemann 29’ | Marcatori |  |

| Arbitro: | Pfleiderer |

|                                            |           |  |
| Löhr 6’ Glowacz 35’ Flohe 68’ Lauscher 72’ | Marcatori |  |

| Arbitro: | Lutz |

|          |           |  |
| Hoff 81’ | Marcatori |  |

| Arbitro: | Aldinger |

|                       |           |          |
| Bücker 40’ Schütz 48’ | Marcatori | 75’ Denz |

| Arbitro: | Seiler |

|                         |           |                              |
| Schumacher 27’ Denz 64’ | Marcatori | 23’ Kremers 67’, 72’ Fischer |

| Arbitro: | Linn |

|          |           |           |
| Geye 24’ | Marcatori | 22’ Emans |

| Arbitro: | Tschenscher |

|                                                       |           |                       |
| Hoff 13’, 16’, 76’ Zengerle 54’ (aut.) Schumacher 88’ | Marcatori | 11’, 21’ Steffenhagen |

| Braunschweig 19 maggio 1972, ore 20:00 CET 31ª giornata | Eintracht Braunschweig | 0 – 0 referto | RW Oberhausen | Stadion an der Hamburger Straße (10 000 spett.)\| Arbitro: \| Engel \| |
| Arbitro:                                                | Engel                  |               |               |                                                                        |

| Arbitro: | Meuser |

|                       |           |                       |
| Hoff 58’ Fröhlich 78’ | Marcatori | 28’ Görts 83’ Schmidt |

| Arbitro: | Fork |

|  |           |                                                       |
|  | Marcatori | 5’ Heynckes 40’ Wittkamp 69’ Wimmer 87’ (rig.) Netzer |

| Kaiserslautern 28 giugno 1972, ore 15:30 CET 34ª giornata | Kaiserslautern | 0 – 0 referto | RW Oberhausen | Betzenbergstadion (2 800 spett.)\| Arbitro: \| Berner \| |
| Arbitro:                                                  | Berner         |               |               |                                                          |

### Coppa di Germania
| Arbitro: | Zuchantke |

|            |           |             |
| Schulz 77’ | Marcatori | 26’ Kallius |

| Arbitro: | Meuser |

|                              |           |             |
| Wörmer 1’ Kobluhn 54’ (rig.) | Marcatori | 86’ Löffler |

| Arbitro: | Klauser |

|                     |           |                            |
| Worm 8’ Lehmann 44’ | Marcatori | 6’ Hollmann 34’ Schumacher |

| Arbitro: | Betz |

|                |           |  |
| Schumacher 22’ | Marcatori |  |

| Arbitro: | Gabor |

|                                       |           |             |
| Schumacher 18’ Mumme 59’ Kliemann 69’ | Marcatori | 87’ Pirrung |

| Arbitro: | Tschenscher |

|                                              |           |  |
| Ackermann 10’ Hošić 43’, 95’ Vogt 100’, 116’ | Marcatori |  |

## Statistiche

### Statistiche di squadra
| Competizione      | Punti | In casa | In casa | In casa | In casa | In casa | In casa | In trasferta | In trasferta | In trasferta | In trasferta | In trasferta | In trasferta | Totale | Totale | Totale | Totale | Totale | Totale | DR  |
| Competizione      | Punti | G       | V       | N       | P       | Gf      | Gs      | G            | V            | N            | P            | Gf           | Gs           | G      | V      | N      | P      | Gf     | Gs     | DR  |
| ----------------- | ----- | ------- | ------- | ------- | ------- | ------- | ------- | ------------ | ------------ | ------------ | ------------ | ------------ | ------------ | ------ | ------ | ------ | ------ | ------ | ------ | --- |
| Bundesliga        | 25    | 17      | 6       | 6       | 5       | 27      | 27      | 17           | 1            | 5            | 11           | 6            | 39           | 34     | 7      | 11     | 16     | 33     | 66     | -33 |
| Coppa di Germania | -     | 3       | 3       | 0       | 0       | 6       | 2       | 3            | 0            | 2            | 1            | 3            | 8            | 6      | 3      | 2      | 1      | 9      | 10     | -1  |
| Totale            | 25    | 20      | 9       | 6       | 5       | 33      | 29      | 20           | 1            | 7            | 12           | 9            | 47           | 40     | 10     | 13     | 17     | 42     | 76     | -34 |

### Andamento in campionato
| Giornata  | 1 | 2 | 3  | 4 | 5  | 6  | 7  | 8  | 9  | 10 | 11 | 12 | 13 | 14 | 15 | 16 | 17 | 18 | 19 | 20 | 21 | 22 | 23 | 24 | 25 | 26 | 27 | 28 | 29 | 30 | 31 | 32 | 33 | 34 |
| --------- | - | - | -- | - | -- | -- | -- | -- | -- | -- | -- | -- | -- | -- | -- | -- | -- | -- | -- | -- | -- | -- | -- | -- | -- | -- | -- | -- | -- | -- | -- | -- | -- | -- |
| Luogo     | T | C | T  | C | T  | C  | T  | C  | T  | C  | T  | C  | T  | C  | T  | T  | C  | C  | T  | C  | T  | C  | T  | C  | T  | C  | T  | C  | T  | C  | T  | C  | C  | T  |
| Risultato | V | P | N  | N | P  | P  | P  | N  | P  | N  | P  | V  | P  | N  | P  | P  | P  | V  | P  | N  | P  | V  | N  | V  | P  | V  | P  | P  | N  | V  | N  | N  | P  | N  |
| Posizione | 6 | 8 | 10 | 8 | 12 | 15 | 16 | 16 | 16 | 16 | 16 | 14 | 15 | 16 | 16 | 16 | 16 | 15 | 16 | 16 | 17 | 15 | 15 | 15 | 15 | 15 | 16 | 16 | 16 | 16 | 16 | 15 | 15 | 15 |

Legenda:

Luogo: C = Casa; T = Trasferta. Risultato: V = Vittoria; N = Pareggio; P = Sconfitta.

### Statistiche dei giocatori
| Giocatore     | Bundesliga | Bundesliga | Bundesliga  | Bundesliga | Coppa di Germania | Coppa di Germania | Coppa di Germania | Coppa di Germania | Totale   | Totale | Totale      | Totale     |
| Giocatore     | Presenze   | Reti       | Ammonizioni | Espulsioni | Presenze          | Reti              | Ammonizioni       | Espulsioni        | Presenze | Reti   | Ammonizioni | Espulsioni |
| ------------- | ---------- | ---------- | ----------- | ---------- | ----------------- | ----------------- | ----------------- | ----------------- | -------- | ------ | ----------- | ---------- |
| K. Artmann    | 0          | 0          | 0           | 0          | 0                 | 0                 | 0                 | 0                 | 0        | 0      | 0           | 0          |
| J. Boduszek   | 0          | 0          | 0           | 0          | 0                 | 0                 | 0                 | 0                 | 0        | 0      | 0           | 0          |
| H. Dausmann   | 0          | 0          | 0           | 0          | 0                 | 0                 | 0                 | 0                 | 0        | 0      | 0           | 0          |
| L. Denz       | 34         | 3          | 0           | 0          | 6                 | 0                 | 0                 | 0                 | 40       | 3      | 0           | 0          |
| F. Dick       | 25         | 0          | 0           | 0          | 3                 | 0                 | 0                 | 0                 | 28       | 0      | 0           | 0          |
| F. Emans      | 9          | 2          | 0           | 0          | 0                 | 0                 | 0                 | 0                 | 9        | 2      | 0           | 0          |
| G. Fröhlich   | 15         | 1          | 0           | 0          | 2                 | 0                 | 0                 | 0                 | 17       | 1      | 0           | 0          |
| W. Habel      | 1          | 0          | 0           | 0          | 0                 | 0                 | 0                 | 0                 | 1        | 0      | 0           | 0          |
| D. Heinrichs  | 0          | 0          | 0           | 0          | 0                 | 0                 | 0                 | 0                 | 0        | 0      | 0           | 0          |
| F. Hoff       | 20         | 6          | 0           | 0          | 3                 | 0                 | 0                 | 0                 | 23       | 6      | 0           | 0          |
| B. Hoffmann   | 11         | 2          | 0           | 0          | 3                 | 0                 | 0                 | 0                 | 14       | 2      | 0           | 0          |
| R. Hollmann   | 32         | 2          | 0           | 0          | 5                 | 1                 | 0                 | 0                 | 37       | 3      | 0           | 0          |
| D. Jakobs     | 5          | 0          | 0           | 0          | 0                 | 0                 | 0                 | 0                 | 5        | 0      | 0           | 0          |
| W. Jansen     | 4          | 0          | 0           | 0          | 2                 | 0                 | 0                 | 0                 | 6        | 0      | 0           | 0          |
| J. Jäger      | 0          | 0          | 0           | 0          | 0                 | 0                 | 0                 | 0                 | 0        | 0      | 0           | 0          |
| H. Kaldenhof  | 0          | 0          | 0           | 0          | 0                 | 0                 | 0                 | 0                 | 0        | 0      | 0           | 0          |
| U. Kallius    | 12         | 1          | 0           | 0          | 3                 | 1                 | 0                 | 0                 | 15       | 2      | 0           | 0          |
| U. Kliemann   | 30         | 4          | 0           | 0          | 6                 | 1                 | 0                 | 0                 | 36       | 5      | 0           | 0          |
| F. Kobluhn    | 0          | 0          | 0           | 0          | 0                 | 0                 | 0                 | 0                 | 0        | 0      | 0           | 0          |
| L. Kobluhn    | 15         | 1          | 0           | 0          | 5                 | 1                 | 0                 | 0                 | 20       | 2      | 0           | 0          |
| H. Liedtke    | 7          | 0          | 0           | 0          | 3                 | 0                 | 0                 | 0                 | 10       | 0      | 0           | 0          |
| W. Mumme      | 32         | 2          | 0           | 0          | 6                 | 1                 | 0                 | 0                 | 38       | 3      | 0           | 0          |
| W. Ohm        | 25         | 0          | 0           | 0          | 4                 | 0                 | 0                 | 0                 | 29       | 0      | 0           | 0          |
| W. Scheid     | 31         | 0          | 0           | 0          | 5                 | 0                 | 0                 | 0                 | 36       | 0      | 0           | 0          |
| H. Schumacher | 25         | 6          | 0           | 0          | 6                 | 3                 | 0                 | 0                 | 31       | 9      | 0           | 0          |
| F. Sochau     | 0          | 0          | 0           | 0          | 0                 | 0                 | 0                 | 0                 | 0        | 0      | 0           | 0          |
| F. Szeimies   | 1          | 0          | 0           | 0          | 0                 | 0                 | 0                 | 0                 | 1        | 0      | 0           | 0          |
| F. Tenhagen   | 30         | 2          | 0           | 0          | 5                 | 0                 | 0                 | 0                 | 35       | 2      | 0           | 0          |
| H. Wilbertz   | 24         | 0          | 0           | 0          | 2                 | 0                 | 0                 | 0                 | 26       | 0      | 0           | 0          |
| G. Wörmer     | 31         | 0          | 0           | 0          | 5                 | 1                 | 0                 | 0                 | 36       | 1      | 0           | 0          |